# Scelolyperus wilcoxi
Scelolyperus wilcoxi är en skalbaggsart som beskrevs av Hatch 1971. Scelolyperus wilcoxi ingår i släktet Scelolyperus och familjen bladbaggar. Inga underarter finns listade i Catalogue of Life.